# Begovo
Begovo (Bulgaars: Бегово) is een dorp in de Bulgaarse gemeente Kalojanovo, oblast Plovdiv. Het dorp ligt hemelsbreed 31 km ten noorden van Plovdiv en 126 km ten zuidoosten van Sofia. 

## Bevolking
Op 31 december 2020 telde het dorp Begovo 705 inwoners. Het aantal inwoners vertoont al vele jaren een dalende trend: in 1946 had het dorp nog 1.460 inwoners.
| Bevolkingsontwikkeling tussen 1934 en 2020          |
| --------------------------------------------------- |
|                                                     |
| Bron: Nationaal Statistisch Instituut van Bulgarije |

In het dorp wonen vooral etnische Bulgaren, maar ook een substantiële minderheid van de Roma. In de optionele volkstelling van 2011 identificeerden 470 van de 756 ondervraagden zichzelf als etnische Bulgaren, oftewel 62,2%. De overige inwoners identificeerden zichzelf vooral als etnische Roma (283 ondervraagden, oftewel 37,4%).
| Etnische samenstelling van de respondenten (2011) | Etnische samenstelling van de respondenten (2011) | Etnische samenstelling van de respondenten (2011) | Etnische samenstelling van de respondenten (2011) | Etnische samenstelling van de respondenten (2011) |
| ------------------------------------------------- | ------------------------------------------------- | ------------------------------------------------- | ------------------------------------------------- | ------------------------------------------------- |
|                                                   |                                                   |                                                   |                                                   |                                                   |
| Bulgaren                                          | Bulgaren                                          |                                                   | 62,2%                                             | 62,2%                                             |
| Turken                                            | Turken                                            |                                                   | 0,0%                                              | 0,0%                                              |
| Roma                                              | Roma                                              |                                                   | 37,4%                                             | 37,4%                                             |
| Anders/Onbekend                                   | Anders/Onbekend                                   |                                                   | 0,4%                                              | 0,4%                                              |